# Mackinawita
La mackinawita és un mineral de la classe dels sulfurs. Va ser descoberta l'any 1962 a la mina Mackinaw, a la localitat de Monte Cristo, estat de Washington (EUA), sent nomenada a partir del nom de la mina.

## Característiques químiques
La seva fórmula química va ser redefinida l'any 2024, passant a ser FeS. La fórmula prèvia, (Fe,Ni)1+xS [x = 0–0,07], considerava la mackinawita com un sulfur simple de ferro i níquel, tots dos en quantitat relativa variable. A l'estudi presentat per Rickard on es redefineix la fórmula mostra que la composició es correspon al terme extrem, on tant el níquel com el cobalt i el coure es presenten com a constituents subordinats que no haurien de ser inclosos en la fórmula ideal.

## Formació i jaciments
Es forma com un producte de l'activitat hidrotermal en jaciments de minerals, durant la serpentinització de roques ultramàfiques de tipus peridotita, i també pot formar-se en ambients reductors en el fang del fons del riu, pot ser que per l'acció de bacteris magnetotàctics i reductors del sulfat.
Més rarament però també ha estat trobat en meteorits de ferro i de condrites carbonàcies.
Sol trobar-se associat a altres minerals com: calcopirita, cubanita, pentlandita, pirrotina, greigita, maucherita o troilita.

## Usos
Pot ser extret barrejat amb altres sulfurs com a mena de ferro i níquel.